# Obermagerbein
Obermagerbein ist ein Weiler des Marktes Bissingen im schwäbischen Landkreis Dillingen an der Donau. Er liegt 1,2 Kilometer nordöstlich von Fronhofen auf einem Höhenrücken der Kessel. 

## Geschichte
Obermagerbein wird 1139 erstmals überliefert. Der Ort wurde vermutlich als Ausbausiedlung von Untermagerbein oder von Burgmagerbein angelegt. Zur Unterscheidung von diesen beiden Orten wurde die neue Siedlung auch Dürrmagerbein, wegen seiner trockenen Lage auf dem Höhenrücken, genannt. In Obermagerbein waren die Herrschaften Hohenburg und Harburg sowie das Kloster St. Georgen im Schwarzwald begütert. Ab 1468 besaß das Kloster Mönchsdeggingen Anteil an Obermagerbein. Am Ende des Alten Reiches gehörte der Ort zur Grafschaft Oettingen und wurde vom Oberamt Bissingen verwaltet.

## Lourdeskapelle
Im Ort gibt es die römisch-katholische Lourdeskapelle, die der Hofbesitzer Michael Sinning 1924 in neugotischem Stil erbauen ließ.